# Almendral
Almendral je španělská obec situovaná v provincii Badajoz (autonomní společenství Extremadura).

## Poloha
Obec se nachází 36 km od města Badajoz v okrese Llanos de Olivenza a soudním okrese Olivenza. Je zde barokní kostel Svatého Petra Apoštola.

## Historie
V roce 1834 se obec stává součástí soudního okresu Olivenza. V roce 1842 obec čítala 480 domácností a 1670 obyvatel.

## Odkazy

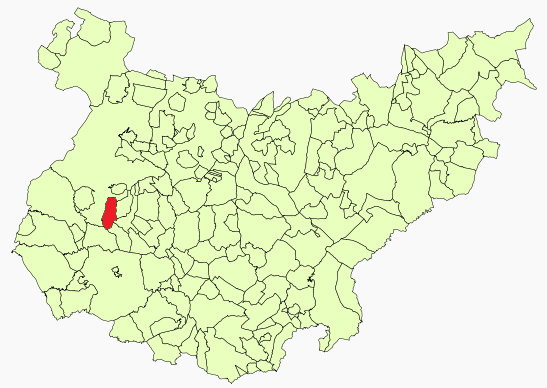
Poloha obce v provincii Badajoz

## Demografie
| Populace obce Almendral z let (1842–2010) | Populace obce Almendral z let (1842–2010) | Populace obce Almendral z let (1842–2010) | Populace obce Almendral z let (1842–2010) | Populace obce Almendral z let (1842–2010) | Populace obce Almendral z let (1842–2010) | Populace obce Almendral z let (1842–2010) | Populace obce Almendral z let (1842–2010) | Populace obce Almendral z let (1842–2010) | Populace obce Almendral z let (1842–2010) | Populace obce Almendral z let (1842–2010) | Populace obce Almendral z let (1842–2010) | Populace obce Almendral z let (1842–2010) | Populace obce Almendral z let (1842–2010) | Populace obce Almendral z let (1842–2010) | Populace obce Almendral z let (1842–2010) | Populace obce Almendral z let (1842–2010) | Populace obce Almendral z let (1842–2010) |
| ----------------------------------------- | ----------------------------------------- | ----------------------------------------- | ----------------------------------------- | ----------------------------------------- | ----------------------------------------- | ----------------------------------------- | ----------------------------------------- | ----------------------------------------- | ----------------------------------------- | ----------------------------------------- | ----------------------------------------- | ----------------------------------------- | ----------------------------------------- | ----------------------------------------- | ----------------------------------------- | ----------------------------------------- | ----------------------------------------- |
| 1842                                      | 1857                                      | 1860                                      | 1877                                      | 1887                                      | 1897                                      | 1900                                      | 1910                                      | 1920                                      | 1930                                      | 1940                                      | 1950                                      | 1960                                      | 1970                                      | 1981                                      | 1991                                      | 2001                                      | 2010                                      |
| 1 670                                     | 2 618                                     | 2 688                                     | 2 736                                     | 3 038                                     | 3 153                                     | 3 357                                     | 3 570                                     | 3 852                                     | 3 654                                     | 3 436                                     | 3 559                                     | 3 164                                     | 2 135                                     | 1 487                                     | 1 444                                     | 1 430                                     | 1 312                                     |